# Le Bignon-du-Maine

Le Bignon-du-Maine este o comună în departamentul Mayenne, Franța. În 2009 avea o populație de 339 de locuitori.